# Ala Pomponiana
Die Ala Pomponiana (deutsch Ala des Pomponius) war eine römische Auxiliareinheit. Sie ist durch eine Inschrift belegt.

## Namensbestandteile
- Pomponiana: des Pomponius. Einer der ersten Kommandeure der Einheit war möglicherweise Titus Pomponius Petra, nach dem die Ala benannt wurde.

Da es keine Hinweise auf den Namenszusatz milliaria (1000 Mann) gibt, war die Einheit eine Ala quingenaria. Die Sollstärke der Ala lag bei 480 Mann, bestehend aus 16 Turmae mit jeweils 30 Reitern.

## Geschichte
Der Grabstein des Niger wurde in Bonn gefunden; deshalb war die Einheit wohl in Germania inferior stationiert. Da es keine Hinweise auf ihre spätere Existenz gibt, vermutet John Spaul, dass die Ala möglicherweise in Ala Petriana umbenannt wurde oder aber mit einer anderen Einheit zusammengelegt wurde.

## Standorte
Standorte der Ala sind nicht bekannt.

## Angehörige der Ala
Folgende Angehörige der Ala sind bekannt:

### Kommandeure
- T(itus) Pomponius Petra,[A 1] ein Präfekt (CIL 11, 969)

### Sonstige
- Niger (CIL 13, 8097)